# Station Montreux-Vieux
Station Montreux-Vieux is een spoorwegstation in de Franse gemeente Montreux-Vieux.

## Treindienst
| Serie | Treinsoort | Route                                                | Bijzonderheden |
| ----- | ---------- | ---------------------------------------------------- | -------------- |
| C 13  | TER (SNCF) | Belfort – Montreux-Vieux – Altkirch – Mulhouse-Ville |                |